# Mühldorf am Inn
Mühldorf am Inn är en stad i Landkreis Mühldorf am Inn i Regierungsbezirk Oberbayern i förbundslandet Bayern i Tyskland. Folkmängden uppgår till cirka 22 000 invånare.
Mühldorf är en betydande järnvägsknut och centrum för regionaljärnvägsnätet Südostbayernbahn (SOB). Fram till 2011 var Mühldorf en lokstation.
Från Mühldorf utgår regionaltåg till München, Landshut, Passau, Simbach am Inn, Burghausen, Freilassing, Waging am See, Ruhpolding och Rosenheim.
I Mühldorf etablerade nazisterna 1943 ett satellitläger till koncentrationslägret Dachau.